# Kunstinstelling De Fabriek
Kunstinstelling De Fabriek is een Nederlandse kunstvereniging uit Eindhoven.

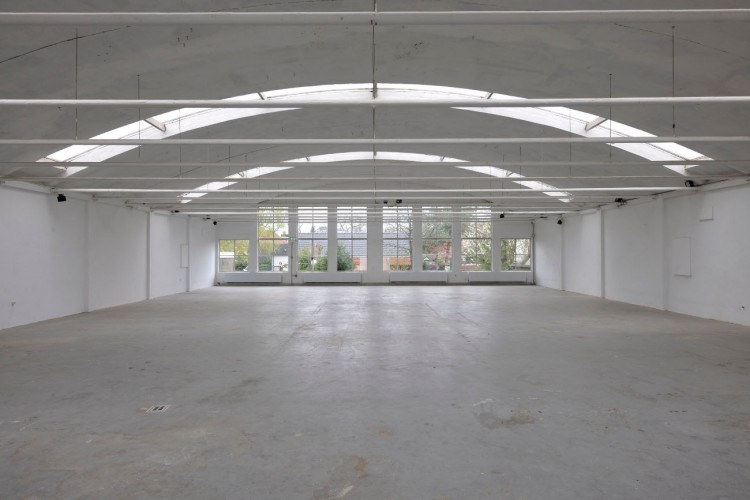
Bovenzaal

## Stichting
Kunstinstelling die ontstond uit ontevredenheid bij kunstenaars bij een tekort aan atelierruimte begin jaren 80. Het pand op de Baarsstraat 38 in Eindhoven werd op 31 maart 1980 gekraakt door een groep jonge kunstenaars. Al snel bleek het vanwege zijn akoestiek en open structuur niet geschikt te zijn als atelierruimte.
De ruimte wordt sindsdien gebruikt als tijdelijke projectruimte voor het ontwikkelen van experimentele kunst. De instelling wordt geheel bestuurd door kunstenaars op vrijwillige basis. Het behoort samen met de W139 in Amsterdam tot een van de oudste kunstenaarsinitiatieven van Nederland.

## Ruimte
Het pand bestaat uit twee delen: de bovenzaal en de kelder. De bovenzaal (17 meter breed bij 27 meter lang) is voorzien van een betonnen boogdak met daarin daglichtstraten. De kelder van dezelfde afmetingen is voorzien van drie rijen met elk zes steunpilaren.
Voordat de kunstinstelling deze ruimte kraakte, was het pand eigendom van Boekbinderij de Wit (1960 tot 1969) en sigarenfabriek Philip Morris International Inc. (1970 tot 1978).

## Kunstenaars
De Fabriek heeft een aantal jonge kunstenaars mogen ontvangen. Enkele voorbeelden zijn John Körmeling, Henk Visch, Joost Conijn, Herman Nitsch en Luc Deleu.